# The Blue Umbrella
The Blue Umbrella (prt: Guarda-Chuva Azul; bra: O Guarda-Chuva Azul) é um curta-metragem de animação americano produzido pela Pixar Animation Studios. Realizado e dirigido por Sascka Unseld com trilha sonora de Jon Brion, o curta-metragem foi apresentado antes da estreia do filme Monsters University no dia 21 de junho de 2013.
Muitas das cenas usam o fenômeno da pareidolia para mostrar rostos que são vistos em vários objetos inanimados.
Assim como a maioria dos outros curtas da Pixar, The Blue Umbrella não apresenta diálogos e recorre aos efeitos visuais e musicais para atingir emocionalmente o espectador.

## Sinopse
Começa a chover torrencialmente e toda a gente abre o seu guarda-chuva. Na cidade, os objetos enchem-se de vida com o som da chuva nos canos, os toldos a assobiar e a água a querer sair das caleiras. No meio da multidão de guarda-chuvas negros, um sorridente guarda-chuva azul descobre um guarda-chuva vermelho. Enquanto os outros guarda-chuvas parecem concentrados no seu trabalho de abrigar os seus donos, o azul observa tudo e fixa-se sobretudo no vermelho, que se apercebe disso e entram os dois num jogo de olhares cúmplice, até que os seus proprietários se separam. 
Então, o vento arrasta o guarda-chuva azul fazendo-o voar e cair no meio da rua. Solidários com o seu amigo azul, os objetos da cidade juntam esforços para salvar o guarda-chuva azul e ajudá-lo a reencontrar o seu amor vermelho.
Partido e ferido, o guarda-chuva azul acaba por ser apanhado pelo seu proprietário e volta a encontrar-se com o guarda-chuva vermelho, terminando os quatro a tomar café no "Le parapluie", iniciando-se assim uma bonita história de amor.

## Produção

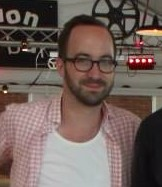
Saschka Unseld, o diretor do filme, no Annecy International Animated Film Festival de 2013

Unseld afirmou que conceitualizou a história após encontrar um guarda-chuva abandonado certo dia em São Francisco. Como inspiração, Unseld e seus colaboradores usaram fotografias de objetos inanimados encontrados pelas ruas das cidades de Nova York, São Francisco, Chicago e Paris. O diretor descreveu o curta como "uma declaração de amor à chuva".
O sistema de renderização gráfica da Pixar foi atualizado para incluir algoritmos capazes de renderizar novos tipos de iluminação e reflexos, uma técnica referida como iluminação global.

## Lançamento e recepção
The Blue Umbrella teve sua estreia em 12 de fevereiro de 2013 num festival de cinema em Berlim e foi lançado oficialmente em 21 de junho de 2013 antes da estreia do 14º longa-metragem da Pixar Monsters University. O curta também foi incluído no DVD e no Blu-ray de Monsters University. A partitura de Jon Brion para o curta, acompanhada pelos vocais de Sarah Jaffe, foi lançada digitalmente pela Walt Disney Records em 9 de julho de 2013.

### Critica profissional
O curta foi aclamado pela critica especializada. O website Collider.com deu ao filme uma nota A, e assim concluiu sua resenha: "Sem entregar o resto da história do filme, direi apenas que The Blue Umbrella é um adorável curta de seis minutos e poucos. É uma agradável história de garoto-encontra-garota que introduz um número de personagens memoráveis e originais da cidade que, ao assisti-lo, você se encontrará sorrindo e vendo rostos onde quer que vá. É inteligente, bonito e peculiar, e uma ótima abertura para Monsters University da Pixar. O National Post considerou The Blue Umbrella melhor que o próprio longa-metragem ao qual antecedeu e atribuiu 3.5 de 4 estrelas ao curta, afirmando que "Dirigido por Saschka Unseld, que trabalhou em Toy Story 3 e Brave, The Blue Umbrella são seis minutos de beleza em gotas de chuva", e o apontou como "certo a ser indicado ao Oscar".